# Plattsmouth
Plattsmouth es una ciudad ubicada en el condado de Cass en el estado estadounidense de Nebraska. En el Censo de 2010 tenía una población de 6502 habitantes y una densidad poblacional de 809,56 personas por km².

## Geografía

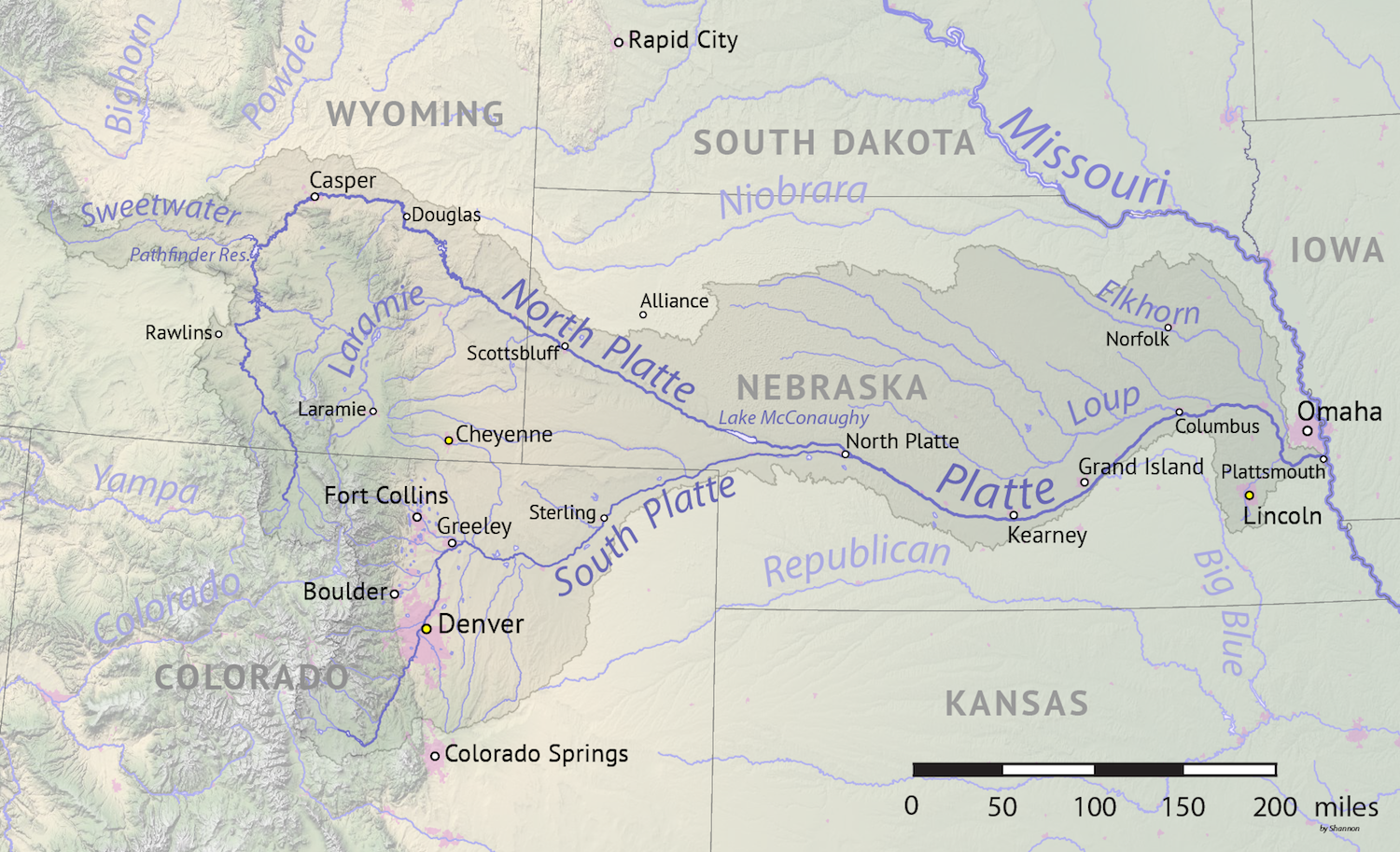
Mapa del río Platte en el que aparece —a la derecha— Plattsmouth

Plattsmouth se encuentra ubicada en las coordenadas 41°0′20″N 95°53′39″O / 41.00556, -95.89417. Según la Oficina del Censo de los Estados Unidos, Plattsmouth tiene una superficie total de 8.03 km², de la cual 8.02 km² corresponden a tierra firme y (0.19%) 0.02 km² es agua.

## Demografía
Según el censo de 2010, había 6502 personas residiendo en Plattsmouth. La densidad de población era de 809,56 hab./km². De los 6502 habitantes, Plattsmouth estaba compuesto por el 95.28% blancos, el 0.57% eran afroamericanos, el 0.43% eran amerindios, el 0.2% eran asiáticos, el 0.15% eran isleños del Pacífico, el 1.05% eran de otras razas y el 2.32% pertenecían a dos o más razas. Del total de la población el 4% eran hispanos o latinos de cualquier raza.